# Pascal Wehrlein
Pascal Wehrlein, född den 18 oktober 1994 i Sigmaringen, är en tysk professionell racerförare och fabriksförare för Mercedes-AMG i bland annat DTM.

## Racingkarriär

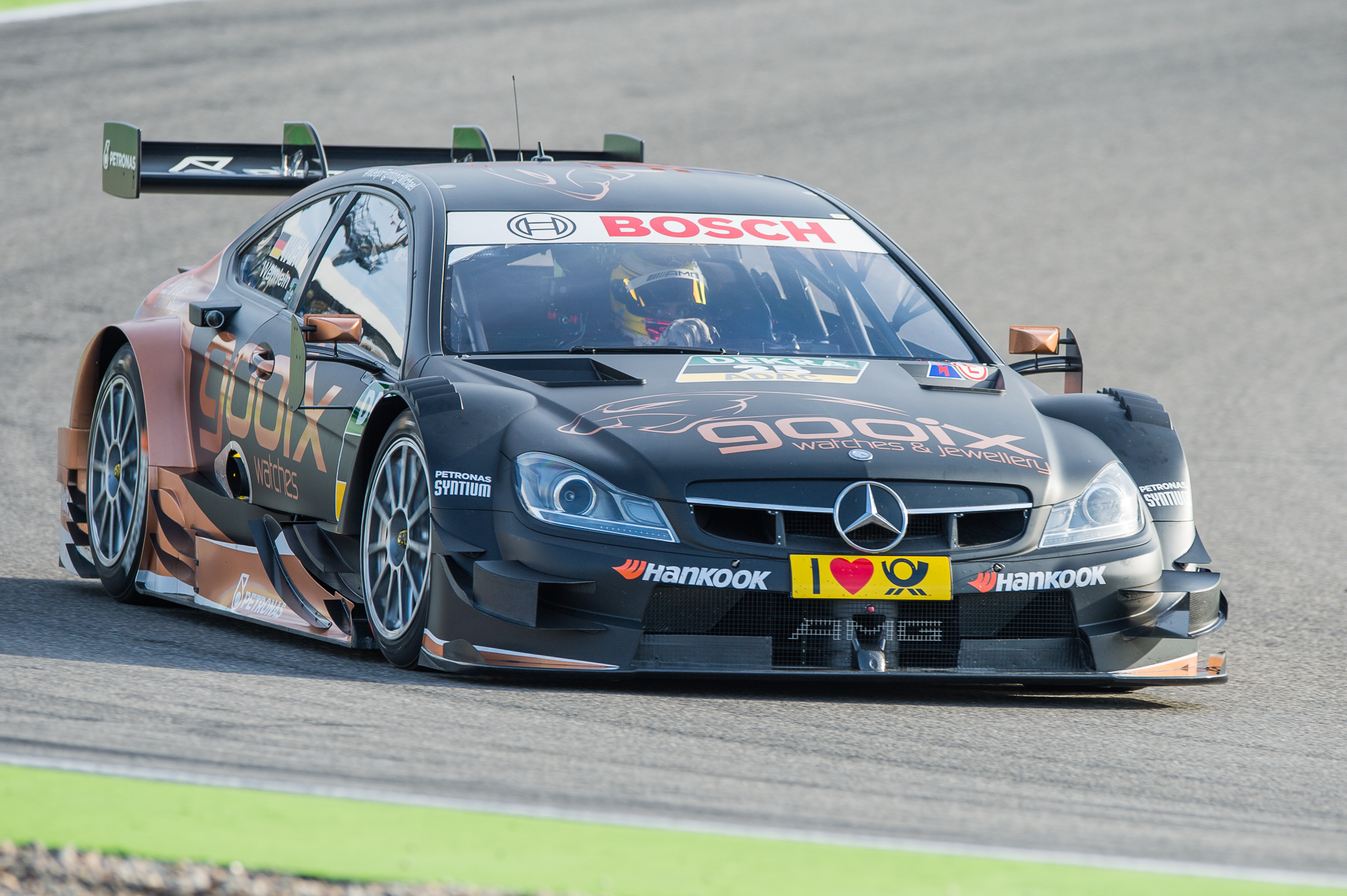
Pascal Wehrlein på Hockenheimring 2014.

Wehrlein startade sin professionella racingkarriär 2010 med att tävla i ADAC Formel Masters, och blev sexa under debutsäsongen, men lyckades vinna serien säsongen efter. Under 2012 tävlade han i Formula 3 Euro Series, men även i det nystartade europeiska F3-mästerskapet 2012. Han blev tvåa respektive fyra i de olika serierna.
Wehrlein fortsatte i European F3 under 2013, men valde att avbryta säsongen redan efter första tävlingshelgen då han fått ett erbjudande från Mercedes-Benz om att ta över Ralf Schumachers plats i DTM 2013. Han hade en tung debutsäsong, men under 2014 gick det bättre, då han lyckades ta en seger på Lausitzring.
Några dagar efter segern i DTM, bekräftades Wehrlein som Formel 1-stallet Mercedes officiella testförare, vilket sedermera innebar att han fick testköra både Mercedes och Force Indias Formel 1-bilar under försäsongstesterna på Circuit de Barcelona-Catalunya. Han fick även testköra bilarna under ett F1-test efter Österrikes Grand Prix 2015, och satte den snabbaste tiden den ena dagen i Mercedesen.